# Keenan Milton
Keenan Milton, ameriški poklicni rolkar, * 4. avgust 1974, † 4. julij 2001, New York, ZDA.
Milton se je utopil na zabavi za dan neodvisnosti leta 2001. Po njegovi smrti so njegove posnetke uporabili v več rolkarskih filmih. Na začetku filma Yeah Right! je 5-minutni poklon Miltonu.
| - Chocolate (??? - ) | - Yeah Right! (Girl, 2003) |